# Digamma-függvény

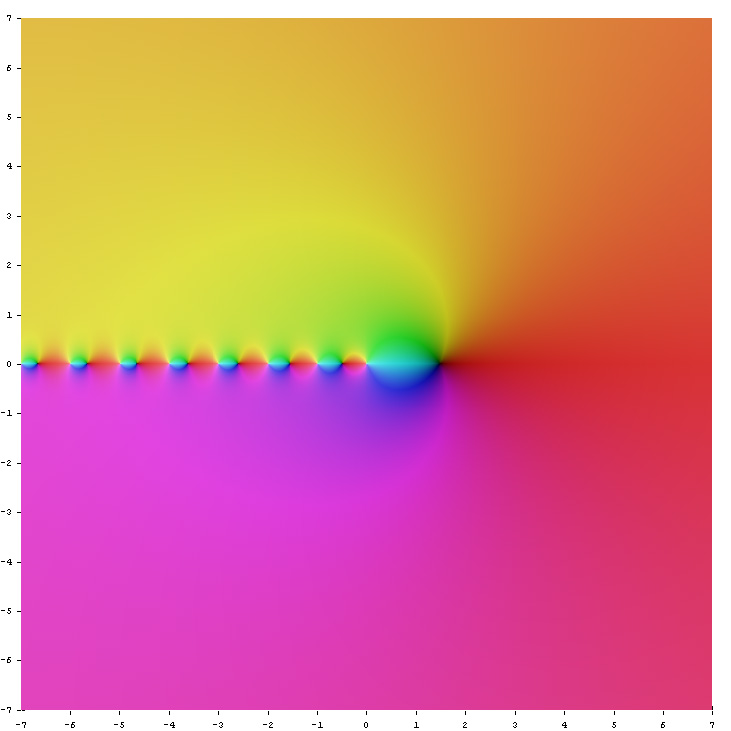
Digamma-függvény a komplex síkon: a színek kódolják az s értékét, erősebb színek a zéró közeli értékeket mutatják

A ψ(x) jelű digamma-függvény a gamma-függvény logaritmikus deriváltja.
{\displaystyle \psi (x)={\frac {d}{dx}}\ln {\Gamma (x)}={\frac {\Gamma '(x)}{\Gamma (x)}}.}
Ez az első poligamma-függvény.

## Kapcsolat a harmonikus számokkal
A digamma-függvény (jelölései: ψ0(x), ψ0(x), vagy {\displaystyle \digamma }, a digamma (Ϝ ϝ) a preklasszikus görög ábécé hatodik betűje után) következőképpen kapcsolódik a harmonikus számokhoz:
{\displaystyle \psi (n)=H_{n-1}-\gamma \!}
ahol Hn az n-edik harmonikus szám, és γ az Euler-Mascheroni konstans.
Félegész értékekre:
{\displaystyle \psi \left(n+{\frac {1}{2}}\right)=-\gamma -2\ln 2+\sum _{k=1}^{n}{\frac {2}{2k-1}}}

## Intergrállal kifejezve
{\displaystyle \psi (x)=\int _{0}^{\infty }\left({\frac {e^{-t}}{t}}-{\frac {e^{-xt}}{1-e^{-t}}}\right)\,dt}
ez a kifejezés akkor érvényes, ha {\displaystyle x} valós része pozitív.
Kifejezhetjük:
{\displaystyle \psi (s+1)=-\gamma +\int _{0}^{1}{\frac {1-x^{s}}{1-x}}dx}
mely megfelel az Euler-integrálnak harmonikus számokra.

## Sorozattal kifejezve
A digamma kiszámolható a komplex síkon a negatív egészeken kívül a következő képlettel:
{\displaystyle \psi (z+1)=-\gamma +\sum _{n=1}^{\infty }{\frac {z}{n(n+z)}}\qquad z\neq -1,-2,-3,\ldots }
vagy
{\displaystyle \psi (z)=-\gamma +\sum _{n=0}^{\infty }{\frac {z-1}{(n+1)(n+z)}}=-\gamma +\sum _{n=0}^{\infty }\left({\frac {1}{n+1}}-{\frac {1}{n+z}}\right)\qquad z\neq 0,-1,-2,-3,\ldots }
Ez felhasználható racionális függvények végtelen szummájának számítására, például:
{\displaystyle \sum _{n=0}^{\infty }u_{n}=\sum _{n=0}^{\infty }{\frac {p(n)}{q(n)}}},
ahol p(n) és q(n) n polinomjai.
Magasabb rendű poligamma-függvény sor kiterjesztésével, egy általánosított képlet kapható:
{\displaystyle \sum _{n=0}^{\infty }u_{n}=\sum _{n=0}^{\infty }\sum _{k=1}^{m}{\frac {a_{k}}{(n+b_{k})^{r_{k}}}}=\sum _{k=1}^{m}{\frac {(-1)^{r_{k}}}{(r_{k}-1)!}}a_{k}\psi ^{(r_{k}-1)}(b_{k}),}
feltéve, ha a sorozat bal oldala konvergens.

## Taylor sorok
A digammának van egy racionális zéta sorozata, mely a Taylor-sorból ered z=1-nél. Ez:
{\displaystyle \psi (z+1)=-\gamma -\sum _{k=1}^{\infty }\zeta (k+1)\;(-z)^{k}},
mely konvergál |z|<1 felé. Itt a {\displaystyle \zeta (n)} a Riemann-féle zéta-függvény.

## Newton sor
A digamma Newton-sora az Euler integrál képletből adódik:
{\displaystyle \psi (s+1)=-\gamma -\sum _{k=1}^{\infty }{\frac {(-1)^{k}}{k}}{s \choose k}}
ahol {\displaystyle \textstyle {s \choose k}} a binomiális együttható.

## Reflexiós képlet
A digamma-függvény reflexiós képlete hasonló a gamma-függvényével.
{\displaystyle \psi (1-x)-\psi (x)=\pi \,\!\cot {\left(\pi x\right)}}

## Gauss-összeg
A digamma Gauss-összege:
{\displaystyle {\frac {-1}{\pi k}}\sum _{n=1}^{k}\sin \left({\frac {2\pi nm}{k}}\right)\psi \left({\frac {n}{k}}\right)=\zeta \left(0,{\frac {m}{k}}\right)=-B_{1}\left({\frac {m}{k}}\right)={\frac {1}{2}}-{\frac {m}{k}}}
{\displaystyle 0<m<k} egészekre. Itt, a ζ(s,q) a Hurwitz zéta függvény, és a {\displaystyle B_{n}(x)} a Bernoulli-polinom.

## Gauss digammaelmélete
Gauss digamma elmélete, szerint m és k ( m < k), pozitív egészekre, a digamma függvény elemi függvényekkel is kifejezhető:
{\displaystyle \psi \left({\frac {m}{k}}\right)=-\gamma -\ln(2k)-{\frac {\pi }{2}}\cot \left({\frac {m\pi }{k}}\right)+2\sum _{n=1}^{\lfloor (k-1)/2\rfloor }\cos \left({\frac {2\pi nm}{k}}\right)\ln \left(\sin \left({\frac {n\pi }{k}}\right)\right)}

## Közelítések
J.-M. Bernardo AS 103 algoritmusa szerint a digamma-függvény x valós számokra közelíthető:
{\displaystyle \psi (x)=\ln(x)-{\frac {1}{2x}}-{\frac {1}{12x^{2}}}+{\frac {1}{120x^{4}}}-{\frac {1}{252x^{6}}}+O\left({\frac {1}{x^{8}}}\right)}
Hasonló közelítés magasabb tagokra:
{\displaystyle {\begin{aligned}\psi (x)&=\ln(x)-{\frac {1}{2x}}-{\frac {1}{12x^{2}}}+{\frac {1}{120x^{4}}}-{\frac {1}{252x^{6}}}+{\frac {1}{240x^{8}}}-{\frac {5}{660x^{10}}}\\&\quad +{\frac {691}{32760x^{12}}}-{\frac {7}{84x^{14}}}+{\frac {3617}{8160x^{16}}}-{\frac {43867}{14364x^{18}}}+O\left({\frac {1}{x^{20}}}\right)\end{aligned}}}

## Speciális értékek
Gauss digamma elmélete eredményeképpen a digamma-függvény zárt formájú értékei racionális számokra:
{\displaystyle \psi (1)=-\gamma \,\!}
{\displaystyle \psi \left({\frac {1}{2}}\right)=-2\ln {2}-\gamma }
{\displaystyle \psi \left({\frac {1}{3}}\right)=-{\frac {\pi }{2{\sqrt {3}}}}-{\frac {3}{2}}\ln {3}-\gamma }
{\displaystyle \psi \left({\frac {1}{4}}\right)=-{\frac {\pi }{2}}-3\ln {2}-\gamma }
{\displaystyle \psi \left({\frac {1}{6}}\right)=-{\frac {\pi }{2}}{\sqrt {3}}-2\ln {2}-{\frac {3}{2}}\ln(3)-\gamma }
{\displaystyle \psi \left({\frac {1}{8}}\right)=-{\frac {\pi }{2}}-4\ln {2}-{\frac {1}{\sqrt {2}}}\left\{\pi +\ln(2+{\sqrt {2}})-\ln(2-{\sqrt {2}})\right\}-\gamma }